# Tuchola
Tuchola este un oraș în Polonia.